# Спитхилл, Джеймс
Джеймс Спитхилл (родился 28 июня 1979 года) — австралийский и итальянский яхтсмен. Дважды выиграл Кубок Америки, участвовал в восьми розыгрышах.
В 2010 году, будучи шкипером и рулевым команды BMW Oracle Racing, Спитхилл выиграл Кубок Америки . Он дважды защищал кубок, оба раза против Emirates Team New Zealand, первый раз успешно в 2013 году, когда Oracle Team USA отыгралась после штрафного счета −2 на старте и выиграла со счетом 9–8 в финальной гонке; и неудачно в Кубке Америки 2017 года, проходившем на Бермудских островах.
В 2017 году Спитхилл был шкипером LDV Comanche и завоевал награду Line Honors в гонке Rolex Sydney Hobart Yacht Race. Для этого также потребовалось победить в протесте против Wild Oats.
На 36-м Кубке Америки он был одним из двух рулевых на лодке Luna Rossa Prada Pirelli . Luna Rossa выиграла Кубок Prada и проиграла в финале Кубка Америки .

## Карьера
После нескольких титулов в матчевых гонках среди юниоров в 1998 году он занял третье место в гонке Сидней-Хобарт и первое место в Кубке Кенвуда . Он подтвердил свои способности, выиграв множество гонок в последующие годы, включая дважды Кубок Наций (2003 и 2004), а также заняв второе место на чемпионате мира по матчевым гонкам 2003 года и первое место в 2005 году. 

### Кубок Америки
Он дебютировал в Кубке Америки в 2000 году в составе «Молодой Австралии», продемонстрировав свой не по годам развитый талант, несмотря на то, что возглавлял устаревшую лодку. В возрасте 20 лет он стал самым молодым рулевым на Кубке Америки.
В 2003 году он возглавил Oneworld в Кубке Америки, дойдя до полуфинала Кубка Louis Vuitton, где уступил команде Oracle BMW Racing .
На Кубок Америки 2007 года Спитхилл был выбран Франческо Де Ангелисом, которого он победил в четвертьфинале Louis Vuitton 2003 года, в качестве преемника на посту рулевого Luna Rossa Challenge . Спитхилл был опорой команды, которую он вывел в финал Louis Vuitton Cup 2007, обыграв в полуфинале у одного из фаворитов, Oracle BMW Racing, со счетом 5–1. Среди итальянских болельщиков он получил прозвище «Джеймс Питбуль» из-за своей агрессивной тактики во время предстартовой фазы гонок. Он стал главным героем, пожалуй, самого великого предстартового матча в истории Кубка Америки, вынудив капитана команды BMW Oracle Криса Диксона получить два штрафа круга в пятой гонке Кубка Louis Vuitton 2007 года, что привело к отставке Диксона несколько дней спустя. В финале Louis Vuitton Cup 2007 года «Спитхилл» проиграл со счетом 5–0 команде Emirates Team New Zealand.
В 2010 году, будучи шкипером и рулевым команды BMW Oracle Racing, Спитхилл был самым молодым обладателем Кубка Америки (30 лет и 7 месяцев) до 2021 года, когда Питер Берлинг в возрасте 30 лет и 2 месяцев стал самым молодым шкипером, выигравшим Кубок Америки. Спитхилл был рулевым и шкипером команды-претендента BMW Oracle Racing 90 на Кубке Америки 2010 года . Его яхта USA 17 победила защищающуюся яхту Alinghi 5 со значительным отрывом.   Большинство наблюдателей заявили, что жесткое крыло-парус самолета USA 17 дало ему решающее преимущество. 
Он успешно защитил свой кубок в 2013 году, когда команда Oracle Team USA отыгралась после штрафа в −2 на старте (назначенного из-за незаконных модификаций лодки в предыдущей Мировой серии Кубка Америки)   и выиграла со счетом 9–8 у команды Emirates Team New Zealand в финальной гонке.
В защите Кубка Америки 2017 года, проходившей на Бермудских островах, он также возглавлял команду Oracle Team USA, но проиграл 1:8. 
В марте 2018 года было объявлено, что Джимми Спитхилл присоединится к команде Luna Rossa Challenge для 36-й серии Кубка Америки .  Будучи одним из двух рулевых, он вел лодку правым галсом, а Франческо Бруни — левым галсом. В марте 2021 года команда Luna Rossa выиграла Кубок Prada и уступила в финале Кубка Америки команде Новой Зеландии.

## Инциденты
6 октября 2012 года яхта Oracle USA AC45 под управлением Спитхилла воткнулась в воду. Управляя яхтой Oracle USA AC72 во время тренировочного заезда 16 октября 2012 года, Спитхилл снова перевернулся.  Опрокидывание нанесло ущерб в размере 2 миллионов долларов США судну стоимостью 10 миллионов долларов США. 

## Личная жизнь
Спитхилл женат на Дженнифер Спитхилл. У них двое сыновей. 

## Работы и публикации
- Spithill, Jimmy. Chasing the Cup: My America's Cup Journey / Jimmy Spithill, Rob Mundle. — London : Adlard Coles Nautical, an imprint of Bloomsbury Publishing Plc, 2017. — ISBN 978-1-472-94807-6.

## Внешние ссылки
- Спитхилл, Джеймс в X
- Italian page about America's Cup   (итал.)
- Article about James Spithill
- YouTube video showing Oracle USA AC45 pitch-pole on 6 October during the 2012 America's Cup
- YouTube video showing Oracle USA AC72 pitch-pole on 16 October during a practice run for the 2012 America's Cup
- Article about damage to Oracle USA's AC72 yacht during a practice run on 16 October 2012
- Oracle Team USA fined and penalised for AC World Series cheating